# Konfucjusz

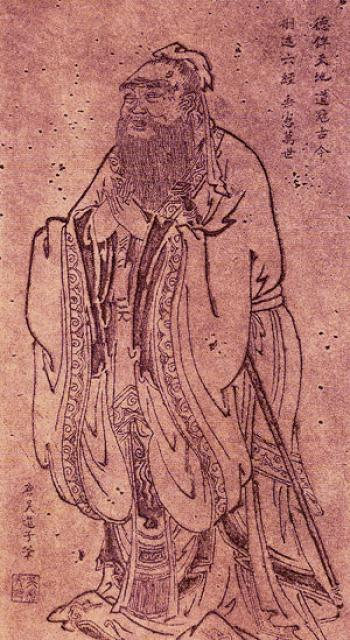
Portret Konfucjusza autorstwa Wu Daozi.

Konfucjusz (chiń. 孔子 / 孔夫子; pinyin Kǒng Zǐ / Kǒng Fūzǐ; dosł. „Mistrz Kong”; ur. 551 p.n.e. w Qufu, zm. 479 p.n.e. tamże) – chiński filozof, twórca konfucjanizmu.
Konfucjusz nie pozostawił pism – jego nauczanie zebrano w księdze Dialogi konfucjańskie. Głównym tematem rozważań było codzienne życie ludzi i stabilność społeczeństwa. Jego zdaniem podstawowymi cnotami są: humanitaryzm, poprawność, mądrość i lojalność. Cnoty te realizują się w pięciu powinnościach, czy też fundamentalnych relacjach społecznych – między:
- panującym i urzędnikiem,
- ojcem i synem,
- starszym i młodszym bratem,
- mężem i żoną,
- przyjaciółmi.

Moralność jednostki i podstawowa rola rodziny jest fundamentem i gwarantem stabilności państwa. Konfucjusz dużą rolę w kształtowaniu ładu społecznego przypisywał wykształceniu, które obejmowało także kwestie ducha i serca.
Doktryna Konfucjusza (konfucjanizm) była rozwijana początkowo przez uczniów, a później przez filozofów-następców i komentatorów (Mencjusz, Xunzi, neokonfucjanizm). Myśl konfucjańska objęła zasięgiem obszar Chin, Japonii, Korei i Wietnamu.

## Pochodzenie
Ród, z którego wywodził się Konfucjusz był według tradycji spauperyzowaną gałęzią rodu dawnych władców Shang. Jego ojciec, Shuliang He (叔梁紇), nosił jednak pospolite nazwisko Kong i służył jako żołnierz oraz urzędnik wojskowy. Konfucjusz urodził się jako dziecko z drugiego małżeństwa, zawartego przez Shulianga He w wieku ponad pięćdziesięciu lat w celu spłodzenia zdrowego, męskiego potomka (z pierwszego małżeństwa miał wyłącznie dziewięć córek i jednego kalekiego syna). Ojciec Konfucjusza zmarł kiedy syn miał trzy lata. Kontrowersyjny charakter jego związku skazał matkę przyszłego filozofa oraz samego Konfucjusza na życie w odcięciu od rodziny.

## Życie
Biografia Konfucjusza zawarta jest w 77. rozdziale „Shiji” (Zapiski Historyczne). Na imię miał Qiu (丘), czyli „pagórek”, prawdopodobnie z powodu wypukłego czoła, według wierzeń Chińczyków, znamionującego inteligencję. Zwany był też Zhongni (仲尼). Urodził się w państwie Lu (obecnie prowincja Shandong). Wychowywała go samotnie matka, poznał biedę i trudy życia. Dzieciństwo spędził w Qufu pod Yanzhou, gdzie od małego musiał fizyczną pracą zarabiać na siebie i swoją matkę.
Mając 15 lat podjął naukę, którą sam opłacał wytężoną pracą. Posiadając początkowo jedynie umiejętność strzelania z łuku, był nadzorcą stad owiec i wołów. W wieku 19 lat ożenił się i rozpoczął karierę urzędniczą. Zdobył sławę człowieka niezwykle uczonego, miał znać na pamięć klasyczną „Księgę Pieśni”. Był kolejno naczelnikiem spichlerzy, nadzorcą pól książęcych i ludzi doglądających zwierząt ofiarnych.
W 530 p.n.e. założył szkołę, w której uczono pisma, zasad zachowania się i podstawowej wiedzy. Około 517 p.n.e. spotkał się z Laozi. Po wybuchu buntu w państwie Lu musiał uciekać do sąsiedniego państwa Qi. Po powrocie do Lu został zarządcą u następnego władcy, a później jego bliskim doradcą. Naprawianie państwa rozpoczął od reformy uciążliwego systemu podatkowego (był zwolennikiem niskich podatków). Domagał się powierzenia przywództwa „ludziom szlachetnym i uczonym”, bez względu na ich pochodzenie.
Od 498 p.n.e. jego uczniowie zaczęli obejmować najwyższe stanowiska w rządzie. Około 497 p.n.e. wprowadził politykę burzenia murów miast buntowniczych rodów, co wywołało ponowną rewoltę i zmusiło go do opuszczenia księstwa. W towarzystwie kilku uczniów przez 12 lub 14 lat błąkał się po sąsiednich państwach, starając się o posadę u różnych władców, nie znajdując jednak zrozumienia. Nie był zręcznym politykiem, a rozmówców ponoć zniechęcał wrodzoną wyniosłością. W tym czasie często wręcz przymierał głodem.
W 483 p.n.e. wrócił do Lu i zadowolił się pozycją nauczyciela. Prawdopodobnie nie zgromadził za życia wielu uczniów, choć niektóre źródła konfucjańskie wyolbrzymiają ich liczbę nawet do 3000. Według legendy gdy zmarł uczniowie opłakiwali go przez 3 lata, a najwierniejszy, Zigong, spędził na grobie mistrza 6 lat, twierdząc:
„Od początku ludzkości aż do dziś nie było człowieka równego Konfucjuszowi”

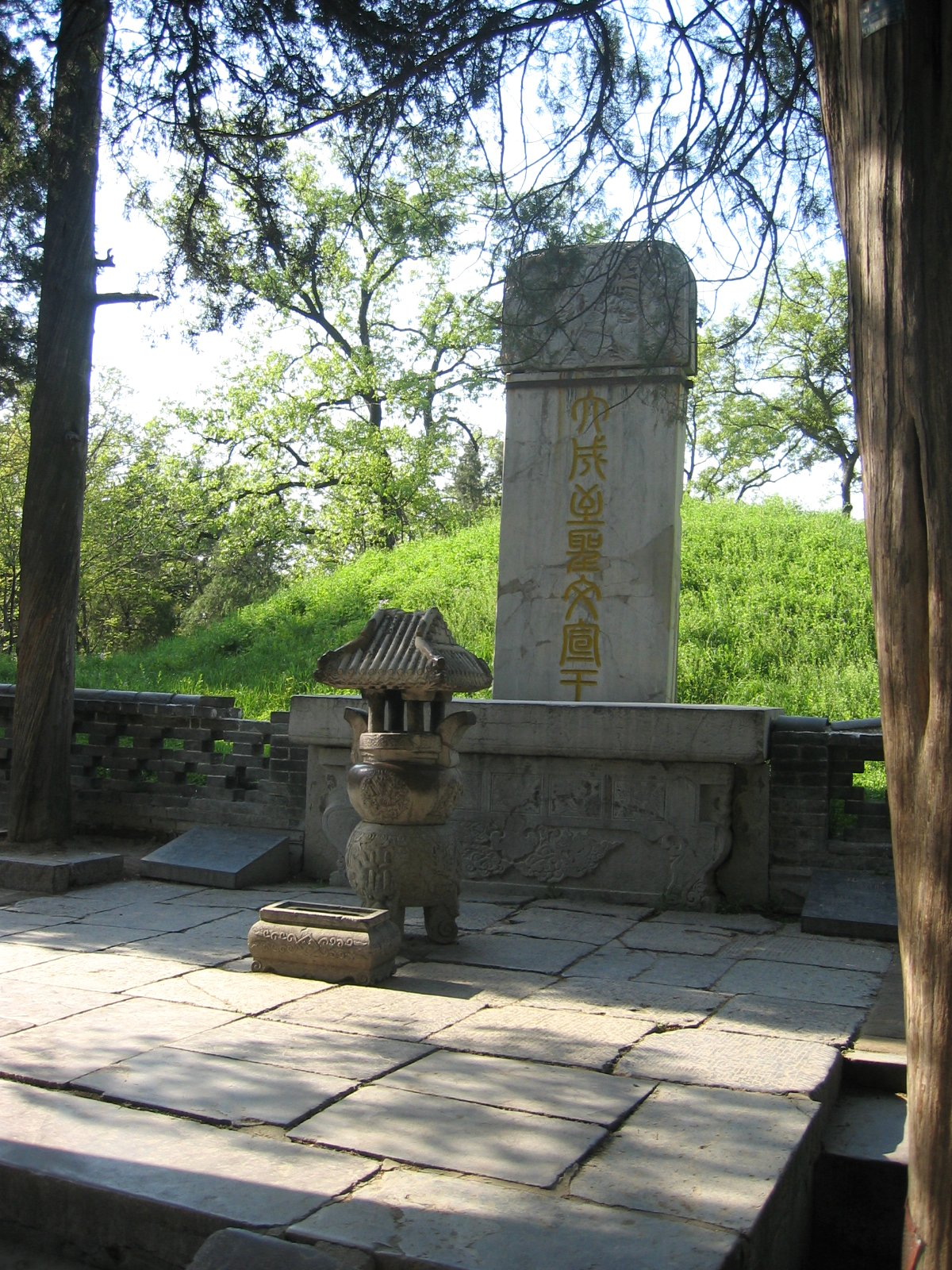
Grób Konfucjusza w Qufu

Pochowany został w Qufu, gdzie do dziś znajduje się jego grób. Rośnie w tamtym miejscu las pokrywający obszar gruntu o średnicy ponad 8 kilometrów, który według legendy wyrósł z kilku drzew zasadzonych przez uczniów Konfucjusza w hołdzie jego pamięci. Proste, niedogmatyczne maksymy Konfucjusza są wciąż popularne w Chinach i innych krajach Dalekiego Wschodu. Twierdził, że zmysł moralny u człowieka jest odpowiednikiem kosmicznego porządku natury. W swej nauce w ogóle nie odwoływał się do sił nadprzyrodzonych, jako jedyny z twórców wielkiej doktryny nie twierdził, że pochodzi ona z jakiegokolwiek boskiego źródła czy też natchnienia niedostępnego dla innych ludzi. Konfucjanizm w pierwotnej wersji nie jest właściwie religią, lecz systemem etycznym, nauką tego, jak być dobrym, społecznie wartościowym człowiekiem, aczkolwiek od samego początku zawiera w sobie wiele pierwiastków metafizycznych. Sam Konfucjusz podejrzliwie odnosił się do religii, gdyż widział w niej niebezpieczny zabobon. Gdy był bliski śmierci nie pozwolił, by się za niego modlono. Urzekał ludzi swą uczciwością, prawością i nauczycielskim entuzjazmem.
Ponad 70 jego bezpośrednich uczniów zostało wybitnymi uczonymi chińskimi. Przypisuje mu się zredagowanie wielu klasycznych ksiąg, które składają się na tzw. „klasykę konfucjańską”: „Pięcioksiąg konfucjański” (do którego należy też "Księga Przemian": Yijing) oraz „Czteroksiąg konfucjański” (do którego należy również „Księga Mencjusza” ). Zbiór tych dzieł do 1905 roku stanowił podstawę egzaminów dla kandydatów do służby państwowej w Chinach. Starsze źródła upatrywały w nim również autora Yijing lub komentarzy do tej księgi „Dziesięć Skrzydeł”.
Nie sposób dziś ustalić, jaki miał rzeczywiście wpływ na ostateczny kształt tych tekstów. Niektórzy wręcz twierdzą, że nigdy osobiście niczego nie napisał. Choć za życia jako polityk i reformator poniósł porażkę, kolejne pokolenia jego zwolenników rozpropagowały jego idee w całych Chinach. Ostatecznie w II wieku n.e. konfucjanizm został uznany w Chinach za ideologię państwową, a jego samego uhonorowano tytułem Największego Mędrca-Nauczyciela. Ok. 175 roku n.e. jego maksymy wykuto na kamiennych tablicach, których fragmenty zachowały się do dziś. W 555 wydano dekret cesarski nakazujący wybudowanie świątyni ku czci filozofa w każdym mieście, będącym siedzibą władz okręgu. W 637 rozpoczęto umieszczanie jego wizerunków w szkołach. Za panowania dynastii Tang do wyżej wspomnianego tytułu Największego Mędrca-Nauczyciela dodano tytuły Najwyższego Mistrza (665), Pierwszego Świętego (1013), a także honorowy tytuł królewski (739). Kolejnym ważnym wydarzeniem w historii budowania jego kultu było nadanie mu, za panowania dynastii Song, honorowego tytułu cesarskiego (1048). Panowanie dynastii Yuan i Ming przyniosło proklamowanie go Wielkim Nauczycielem Narodu oraz Najdoskonalszym, Najprzenikliwszym, Najcnotliwszym Nauczycielem.

## Nauczanie
Zajmował się zagadnieniami etycznymi, społecznymi, a nawet politycznymi. 
Był tradycjonalistą stojącym na straży szeroko pojętej tradycji.
Nauczał nienagannych manier i użyteczności dla państwa i społeczeństwa.
Uważał, iż z każdej nazwy wynika coś, co tworzy istotę rzeczy, do której dana nazwa się odnosi. Rzeczy więc powinny pozostawać w zgodzie z tą idealną istotą. Czyli rzeczywistość powinna odpowiadać nazwie ją określającą.
Z każdej nazwy, określającej stosunki społeczne, wynikają konkretne obowiązki i odpowiedzialność. Władca, minister, ojciec i syn - osoby noszące te nazwy, muszą spełniać obowiązki wynikające z nazwy.
W zakresie cnót podkreślał:
- Prawość (yi) – jest powinnością, obowiązkiem, spełnianiem słusznych rzeczy ze względu na zawarte w nich dobro moralne. Prawość jest jedynie wtedy prawością, gdy nie ma w niej korzyści. Korzyść (li) jest przeciwieństwem prawości (yi).
- Humanitarność (ren) – "kochanie innych", człowiek, który kocha innych jest w stanie spełniać dla dobra innych swoje obowiązki w społeczeństwie.

Konfucjusz często nauczał o człowieku ren (humanitarnym), który posiada wiele cnót połączonych w sobie, wtedy można humanitarność rozumieć jako cnotę doskonałą. W praktyce humanitarności muszą być względy dla innych.
"Nie czyń innym, czego dla siebie nie pragniesz" ("Dialogi" XII, 2)
W praktyce humanitarności Konfucjusz wyróżnia:
- lojalność wobec innych (zhong) - aspekt pozytywny, gdy czyni się dla innych to, co chciałoby się dla siebie.
- altruizmu (shu) - aspekt negatywny, nieczynienie innym tego, czego nie chce się dla siebie.

Z idei prawości Konfucjusz wyprowadza zasadę działania bez nagrody, ponieważ każdy człowiek ma obowiązki, które musi wypełniać. Wartość wynikająca z działań nie leży w efekcie, lecz w podjętym wewnętrznym wysiłku.
Należy działać wypełniając obowiązki, a efekty powierzyć woli Niebios, losowi, przeznaczeniu (ming). Rozumieć ming znaczy rozumieć nieuniknioność świata i w związku z tym nie zwracać uwagi na zewnętrzne porażki lub powodzenia, a działać i wypełniać swoje obowiązki.
Efektem takiego działania jest szczęście, ponieważ jesteśmy wolni od niepokoju o powodzenie naszych działań i od lęku przed porażką.

## Dzieła

### Inne dzieła przypisywane tradycyjnie Konfucjuszowi
- „Księga Muzyki” (Yuejing) – Konfucjusz podobno napisał to dzieło, jako szóstą księgę oryginalnego „Sześcioksiągu”, ale utwór zaginął, i tak „Sześcioksiąg” stał się „Pięcioksięgiem”.
- „Rozmowy Domowe” (Jiayu) – zawiera inne powiedzenia przypisywane Konfucjuszowi, dialogi z nim, anegdoty na jego temat itp.